# 藤原忠幹
藤原 忠幹（ふじわら の ただもと）は、平安時代中期の貴族。藤原北家長良流、大納言・藤原国経の子。官位は正四位上・中宮亮。

## 経歴
山城守、大和守、中宮亮、勘解由長官を歴任し、天暦4年（950年）頃に河内守を務めている。中宮亮を務めていた頃に摂政・藤原兼家が忠幹の邸に通い自身の娘が兼家の室となり道義を産んでいる。

## 官歴
- 天慶4年（941年） 8月6日：見河内守[1]
- 天慶8年（945年） 日付不詳：大和守[2]、見従四位上[3]

## 系譜
『尊卑分脈』による。
- 父：藤原国経
- 母：藤原末並の娘
- 妻：藤原子高の娘
  - 男子：藤原文信
- 生母不詳の子女
  - 男子：藤原季明
  - 女子：源宣方室
  - 女子：藤原兼家室
  - 女子：源奉職室